# Mistichthys luzonensis
Mistichthys luzonensis är en fiskart som beskrevs av Smith 1902. Mistichthys luzonensis ingår i släktet Mistichthys och familjen smörbultsfiskar. Inga underarter finns listade i Catalogue of Life.